# Great-Sandy-Nationalpark
Der Great-Sandy-Nationalpark (engl. Great Sandy National Park) ist ein 2210 Quadratkilometer großer Nationalpark im australischen Bundesstaat Queensland. Es befindet sich 200 bis 300 Kilometer nördlich von Brisbane zwischen den Orten Noosa Heads und Hervey Bay.
Der Nationalpark umfasst zwei getrennte Teile: einerseits praktisch die ganze Insel K’gari sowie ein Cooloola Section genannter Küstenstreifen auf dem südlich gelegenen Festland.

## K’gari
K’gari, historisch Fraser Island, ist die größte Sandinsel der Welt. Sie ist ein häufig besuchtes Ziel von Touristen.
Bereits im Jahr 1893 gab es erste Anregungen einen Nationalpark auf dem damaligen Fraser Island anzulegen. Am 3. Dezember 1976 wurde Fraser Island als allererstes schützenswertes Objekt in das neu geschaffene  Australian Register of the National Estate (Denkmalschutzliste) eingetragen. Gleichzeitig kündigte der Umweltschutzminister von Queensland an, dass er die Eintragung der Insel in die Liste des Weltnaturerbes beantragen werde. Erst als im Jahr 1991 die Landesregierung von Queensland ein absolutes Sandabbauverbot über die gesamte Insel verfügte, wurde Fraser Island im Jahr 1992 von der UNESCO als Naturdenkmal in die Liste des Weltkulturerbes aufgenommen.
Die rund 100 Kilometer lange Insel östlich von Hervey Bay wurde aus von Wasser und Wind zusammengetragenen Sandmassen gebildet. Sie zeichnet sich durch Dünen, farbige Kliffs, ausgedehnte Wälder und fast 200 Süßwasserseen aus. Mehr als 600 Pflanzen- und 300 Wirbeltierarten finden hier eine Lebensgrundlage.

## Cooloola Sektion

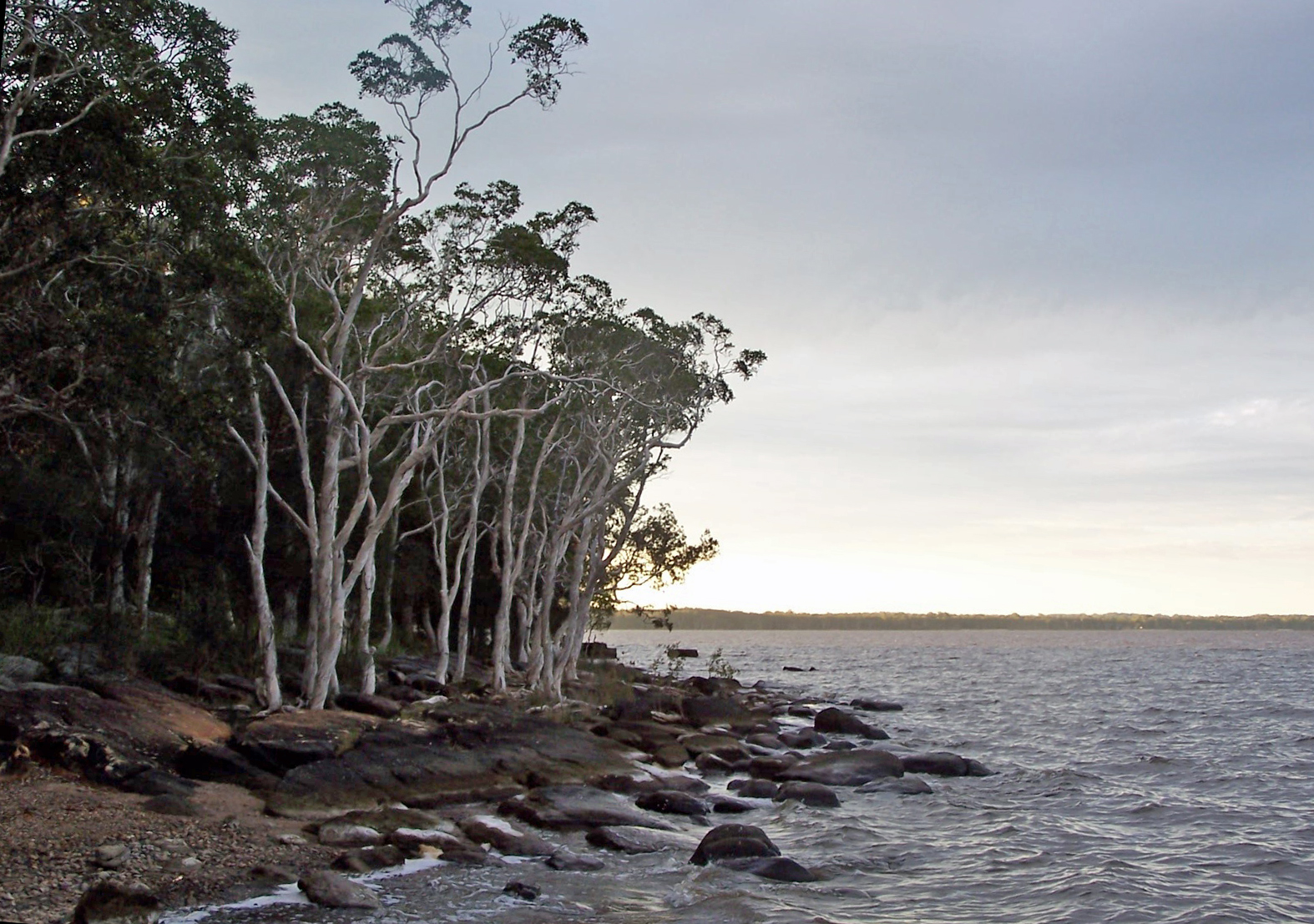
Lake Cootharaba im Süden der Cooloola Section

Die Cooloola Section liegt zwischen den Küstenorten Rainbow Beach im Norden und Noosa Heads an der Sunshine Coast östlich von Gympie. Die Sanddünen und Böden umgeben Salz- und Süßwasserseen, sind von Flüssen durchzogen und von Mangroven, Regenwäldern sowie Wäldern mit Eukalypten und Banksien bewachsen. Die Strände sind rund 60 Kilometer lang. Das Gebiet ist 566 Quadratkilometer groß. Es gibt Wanderwege, diverse Campingplätze, die teilweise nur mit dem Kanu erreichbar sind und Wege für Geländewagen, mit denen auch die Strände befahren werden dürfen.